# Mandát pro Palestinu

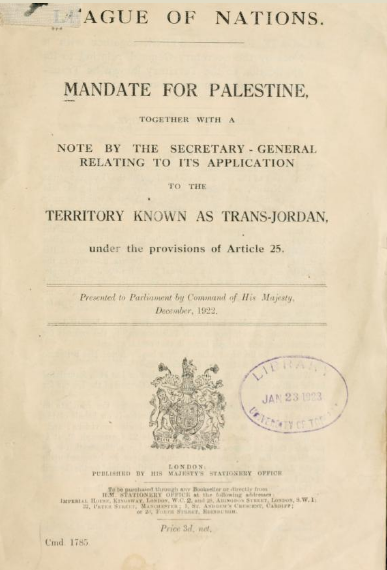
Mandát Společnosti národů pro Palestinu, který se vztahuje i na Transjordánsko

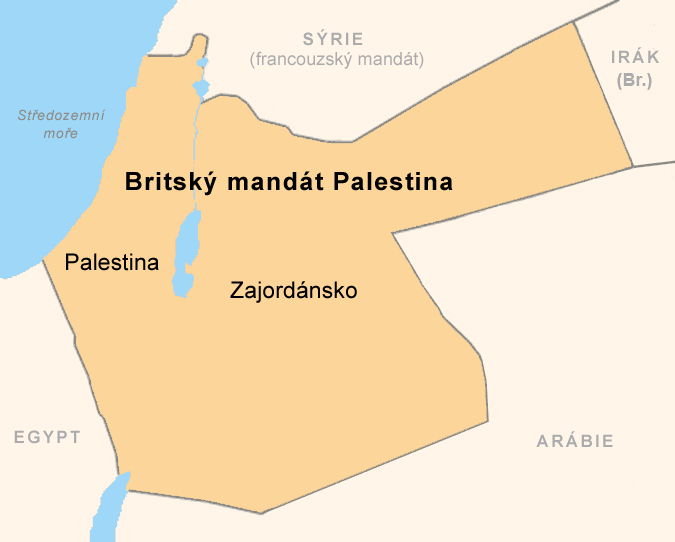
Přibližné hranice území, které spadalo pod Mandát pro Palestinu v roce 1920. V září 1922 Británie ustanovila území na východ od řeky Jordán jako autonomní oblast Britské Zajordánsko

Mandát pro Palestinu, známý také jako Britský mandát Palestina, byl mandát Společnosti národů svěřený Británii pro správu mandátních území, který jí byl udělen Společností národů na Konferenci v San Remu v roce 1920. Mandát se zpočátku týkal pouze území Palestiny, později byl rozšířen i na Transjordánsko.

## Mandát
Cílem mandátů obecně bylo poskytovat administrativní poradenství a podporu ze strany mandatářů (mocností nebo mandátních agentur), dokud tato území nebudou schopna samosprávy. Mandát byl vykonáván jménem Společnosti národů a zanikal vstupem mandátního území nebo státu do Společnosti národů. Mandátní území bylo právně nezávislé na mandatáři, ten je mimo jiné nesměl anektovat. Bývalá území Osmanské říše byla považována za natolik rozvinutá, že „jejich ustavení v nezávislé státy může být prozatím uznáno s podmínkou, že rada a pomoc mandatářova budou státi po boku jejich správě do té doby, než budou s to, aby se řídily samy. Přání těchto společenských celků dlužno především vzíti vúvahu při výběru mandatářů.“
Mandát byl přiřknut Británii na konferenci v San Remu v dubnu 1920, poté co premiéři Francie a Británie Georges Clemenceau a David Lloyd George v roce 1918 dohodli, že Francie ustoupí od požadavku na mezinárodní správu Palestiny dohodnutou v rámci Sykesovy–Picotovy dohody z roku 1916. Mandátní dokument vycházel z článku 22 Paktu Společnosti národů ze dne 28. června 1919 a rezoluce Nejvyšší rady hlavních spojeneckých mocností ze San Rema ze dne 25. dubna 1920. 
Civilní správa začala působit v Palestině v červenci 1920 a v Transjordánsku v dubnu 1921. Mandát byl v platnosti od 29. září 1923 do 15. května 1948 v Palestině a do 25. května 1946, v Transjordánsku.

## Mandátní území
Mandát pro Palestinu se vztahoval k území Mandátní Palestiny a Emirátu Transjordánsko. tj. území oddělených od Osmanské říše po skončení 1. světové války v roce 1918. Transjordánsko bylo přidáno k mandátu teprve poté, co bylo Arabské království v Damašku svrženo Francouzi ve francouzsko-syrské válce v červenci 1920.
Hranice mezi Palestinou a Transjordánskem byla dohodnuta v konečném mandátním dokumentu a přibližná severní hranice s francouzským mandátem pro Sýrii a Libanon byla upřesněna v dohodě Paulet-Newcombe z 23. prosince 1920.
Mezi hlavními cíli britského mandátu bylo napomoci při realizaci Balfourovy deklarace z 2. listopadu 1917, která měla zaručit „zřízení národní domoviny pro židovský národ“.
Na konferenci v San Remu (duben 1920) bylo dohodnuto, že se území mezi řekou Jordán a Středozemním mořem, včetně Jeruzaléma stane součástí židovské národní domoviny. Toto rozhodnutí bylo potvrzeno v roce 1922 Společností národů, přijato Kongresem Spojených států amerických a stvrzeno podepsáním mezinárodního Britského memoranda o Palestině (tzv. Bílé knihy) z roku 1925.
Za podpory britské mandátní správy pak došlo k masivnímu židovskému přistěhovalectví a vykupování půdy od Arabů, což mělo za následek zrod moderního arabského nacionalismu v tomto regionu.
V roce 1929 došlo na území Palestiny k velkým arabským nepokojům, jejichž výsledkem bylo několik stovek mrtvých. Největší násilnosti se odehrávaly vůči židovské komunitě v Hebronu (tzv. Hebronský masakr).

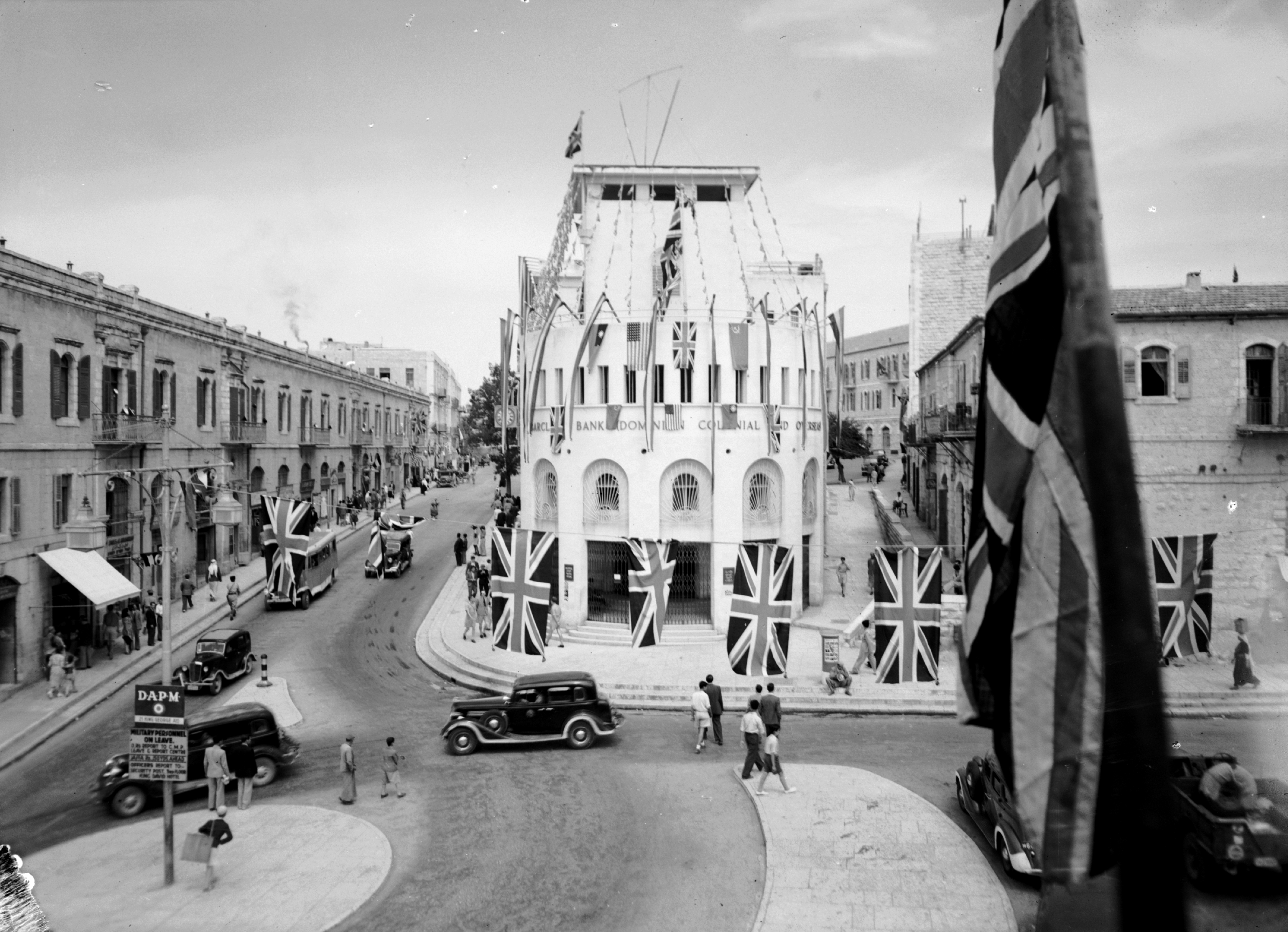
Oslava Dne vítězství v Jeruzalémě 8. května 1945

V letech 1936–1939 pak následovalo velké arabské povstání, při kterém Arabové dočasně ovládli značnou část mandátu. To vedlo Velkou Británii k přehodnocení vztahu k židovskému přistěhovalectví. V roce 1939 se Velká Británie pokusila revokovat tzv. Bílou knihu, a tím zastavit proud uprchlíků, což však bylo stálým mandátním výborem Společnosti národů odmítnuto. Zavedla však následně kvóty, podle nichž byl limitován příliv židovských přistěhovalců. Tento čin se však tváří v tvář přicházející druhé světové válce a holocaustu ukázal jako fatální rozhodnutí a pro evropskou židovskou populaci jako rozhodnutí katastrofální.

## Konec mandátní správy
Po skončení války se situace zdánlivě navrátila k předválečnému stavu. Sionisté požadovali uvolnění židovského přistěhovalectví, Arabové naopak zakročení proti sionistickým aspiracím. Velká část sionistického hnutí se Brity cítila podvedena, neboť doufala ve změnu jednání poté, co židovští dobrovolníci bojovali v britské armádě. Ve snaze přimět Brity k řešení se radikálnější křídlo Hagany uchýlilo k formě ozbrojeného teroristického odporu vůči Britům. Za tímto účelem se snažila koordinovat činnost Hagany, znovuobnoveného Irgunu a Lechi. Společně ještě s jednotkami Palmach provedli 1. listopadu 1945 takzvanou Noc vlaků, při které způsobili kolaps železniční dopravy v celém mandátu. Hagana provedla sérii sabotáží po celé Palestině, což vyprovokovalo britský zátah v sobotu 29. června 1946 („Černá sobota“), během kterého bylo zatčeno mnoho členů Hagany a i Židovské agentury. Do protibritského tažení se zapojil Irgun v čele s Menachemem Beginem, pozdějším izraelským premiérem, a Lechi. V reakci na „Černý šabat“ se Begin rozhodl k nezávislé akci, kterou se stal útok na hotel King David, při kterém bylo vyhozeno do vzduchu celé jedno křídlo hotelu, ve kterém sídlil odbor kriminálního vyšetřování, a jenž si vyžádal 91 obětí - Britů, Arabů a Židů. Irgun dále útočil na transporty, posádky a kasárna. Rozsah a síla útoku na hotel King David byl jedním z hlavních důvodů, proč Britové složili svou správu nad mandátem a předali věc k rozsouzení nově založené OSN.

### Rozdělení mandátu

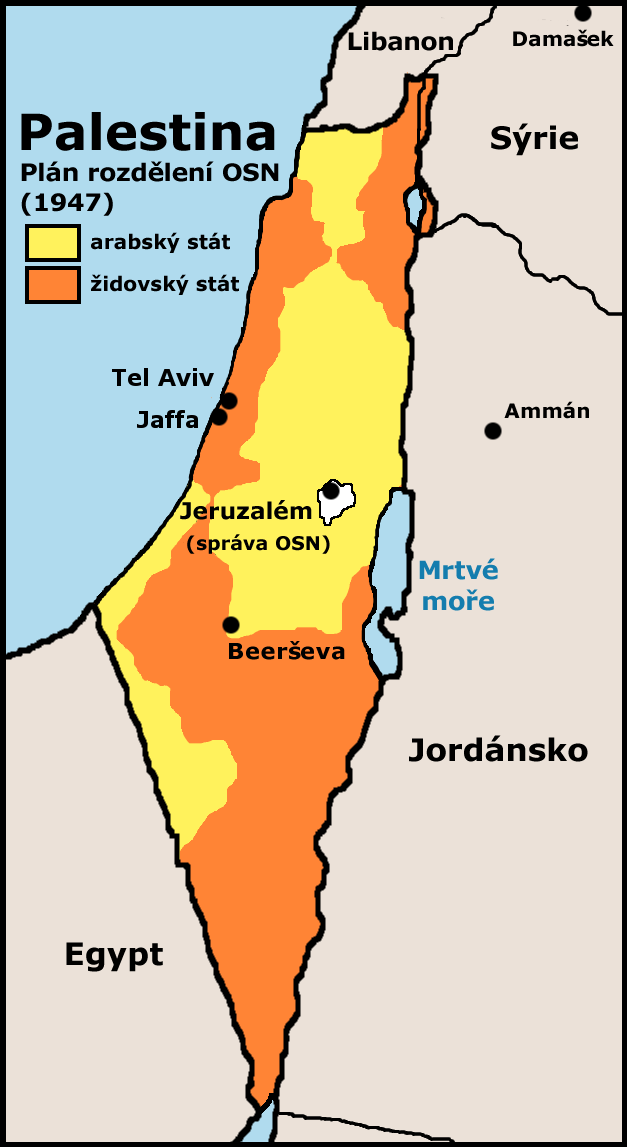
Plán OSN na rozdělení britského mandátu Palestina z r. 1947.

Dne 13. května 1947 byla Valným shromážděním OSN ustavena Zvláštní komise OSN pro Palestinu (United Nations Special Comitee for Palestine, UNSCOP). Tu tvořili zástupci Austrálie, Československa, Guatemaly, Jugoslávie, Indie, Íránu, Kanady, Nizozemska, Peru, Švédska a Uruguaye. Po několika měsících UNSCOP doporučil rozdělení na dva nezávislé státy. Dne 13. října 1947 toto doporučení podpořil i SSSR, o několik dní později i USA, údajně v reakci na informaci z 9. října, kdy Arabská liga dala svým členským státům instrukce k rozmístění vojsk na hranicích Palestiny. Dne 29. listopadu 1947 byl Valnému shromáždění OSN předložen plán na rozdělení. Podle něj měl arabský stát zaujímat 7200 km², 804 000 Arabů a 10 000 Židů, židovský pak 8800 km² (velkou část z tohoto území tvořila neobývaná Negevská poušť), 538 000 Židů a 397 000 Arabů. Jaffa měla patřit k arabskému státu. Jeruzalém s přilehlým okolím tvořil mezinárodní enklávu uprostřed arabského státu. Jednotlivé části arabského státu měly být spojeny koridory. Státy měly sdílet telegrafickou, poštovní, železniční a silniční síť a měnu. Nadto měl židovský stát platit každý rok arabskému 4 miliony liber podpory (z důvodu předpokládané vyšší technologické vyspělosti). Rezoluce byla přijata většinou 33 hlasů proti 13.

### Reakce na rozdělení
Zatímco sionistická organizace plán na rozdělení přijala (byť s nechutí, neboť se vzdávala Jeruzaléma jako předpokládaného hlavního města), arabská strana plán nekompromisně odmítla. V arabském světě vypukly po oznámení výsledků nepokoje vůči Židům. Nepokoje, při nichž bylo zabito několik desítek Židů a řada obydlí a synagog vypálena, propukly v Aleppu v Sýrii, tak i v Adenu v Jemenu. V Palestině vyhlásil Arabský vyšší výbor stávku od 2. do 4. prosince 1947.

### Vznik Izraele
Britský mandát Palestina vypršel 15. května 1948. O půlnoci před vypršením Britského mandátu Palestina byla v Tel Avivu slavnostně 14. května 1948 přečtena a podepsána Deklarace nezávislosti Státu Izrael. Nový stát byl vyhlášen pouze na místech přiznaných mu plánem OSN na rozdělení Palestiny. Ostatní místa získal posléze jako důsledek Války o nezávislost (též Palestinské války), která vypukla den po vyhlášení nezávislosti.

### Britská evakuace
Dne 2. prosince přijaly členské státy Arabské ligy ustanovení o zřízení Arabské osvobozenecké armády.
Během postupné evakuace Palestiny docházelo velmi často k tomu, že Britové předávali Arabům své policejní stanice, eventuálně harmonogram jejich vyklizení, stejně tak jako zbraně a munici. K tomu došlo např. v Safedu, Beisanu (Bejt Še'an), Latrunu, Kastelu a jinde. Na jaře již byl Jeruzalém odříznut od spojení s Tel Avivem.
Židé získávali zbraně především z poválečné Evropy, nezanedbatelnou roli hrály dodávky zbraní z tehdejšího Československa, jakož i dodávky letadel a výcvik vojáků a pilotů v Československu (např. letadla Avia S-199). Omezené dodávky zbraní se podařilo i přes embargo propašovat z USA (např. 3 bombardéry B-17). Svou roli sehrála i improvizace a vlastní výroba zbraní a jejich originální adaptace v tajných dílnách Hagany. Hlavním dodavatelem však zůstalo Československo.
Během jara 1948 již mezi Haganou a arabskými jednotkami propukla otevřená válka, ve které měly arabské síly navrch. Hagana se proto rozhodla přejít do ofenzívy, i když riskovala možný střet s britskými jednotkami. Obklíčení Jeruzaléma bylo prolomeno 21. dubna po dvoudenní bitvě obsadily židovské oddíly Haifu a arabské obyvatelstvo, které do té doby tvořilo těsnou většinu obyvatelstva, uprchlo. V noci z 9. na 10. května byla Palmachem po několika marných pokusech dobyta citadela v Safedu, středisku Horní Galileje. Arabské obyvatelstvo z města poté uprchlo. Pád Safedu byl pro Araby žijící v Horní Galileji šokem a řada z nich začala kvapně opouštět své domovy. Do 14. května tak byla Galilea, přímořská planina, a Jafo v rukách Židů. Arabové většinou uprchli do Libanonu nebo Sýrie, část z nich pak do samařských hor.

### Dejr Jásin, Kfar Ecijon a konvoj na horu Scopus

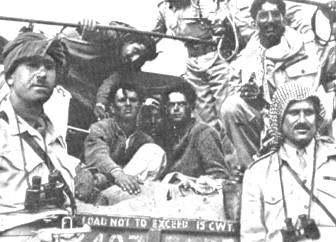
Abdulláh Tel (napravo) s kapitánem Chikmatem Mihjarem (nalevo) s dvěma přeživšími masakru v Kfar Ecijon.

Jednou z nejtemnějších stránek této války jsou masakry civilistů, které se odehrály na obou stranách. Dne 9. dubna 1948 byla během akcí organizovaných kvůli obnovení průchodnosti jeruzalémského koridoru napadena jednotkami Irgunu a Lechi arabská vesnice Dejr Jásin (viz Masakr Dejr Jásin). Ironií osudu tato vesnice nedlouho předtím uzavřela přátelství se sousední židovskou obcí Giv'at Ša'ul. Zhruba 100–200 mužů, žen a dětí bylo během útoku zabito.
O tři dny později byl na cestě mezi Novým Městem a horou Skopus Araby zmasakrován konvoj sedmdesáti sedmi židovských lékařů a sester mířící do nemocnice Hadasa.
Dne 13. května, den před vyhlášením nezávislosti, byl Arabskou legií podporovanou místními arabskými dobrovolníky, dobyt blok kibuců Guš Ecion. Celkem 157 obránců kibucu padlo, z toho padesát bylo zavražděno davem až poté, co se vzdali. Masakr v Guš Ecijon přežili pouze čtyři lidé.

## Vojenští správci
| Jméno                   | období                      |
| ----------------------- | --------------------------- |
| Sir Edmund Allenby      | prosinec 1917 – červen 1918 |
| Sir Arthur Wigram Money | červen 1918 – červen 1919   |
| Sir Louis Jean Bols     | červen 1919 – červenec 1920 |

## Vysocí komisaři
| Jméno                           | období                                |
| ------------------------------- | ------------------------------------- |
| Sir Herbert Louis Samuel        | červenec 1920 – srpen 1925            |
| Sir Gilbert Falkingham Clayton  | květen – prosinec 1925 (zastupující)  |
| Herbert Onslow Plumer           | srpen 1925 – srpen 1928               |
| Sir Harry Charles Luke          | srpen – prosinec 1928 (zastupující)   |
| Sir John Chancellor             | prosinec 1928 – prosinec 1931         |
| Sir Mark Aitchison Young        | 1931 – 1932 (zastupující)             |
| Sir Arthur Grenfell Wauchope    | 1932 – září 1937                      |
| William Denis Battershill       | září 1937 – březen 1938 (zastupující) |
| Sir Harold MacMichael           | březen 1938 – září 1944               |
| John Vereker, šestý vikomt Gort | září 1944 – listopad 1945             |
| Sir Alan G. Cunningham          | listopad 1945 – květen 1948           |